# Сумароково (Красноярский край)
Сумароково — деревня в Туруханском районе Красноярского края, входит в Борский сельсовет.

## Географическое положение
Деревня находится примерно в 527 км от центра района — села Туруханск, на левом берегу Енисея.

## Климат
Климат резко континентальный, субарктический. Зима продолжительная. Средняя температура января −30˚С, −36˚С. Лето умеренно тёплое. Средняя температура июля от +13˚С до +18˚С. Продолжительность безморозного периода 73 — 76 суток. Осадки преимущественно летние, количество их колеблется от 400—600 мм.

## История
Деревня основана в 1724 году. В середине 1970-х годов в Сумароково был производственный участок Вороговского госпромхоза.

## Население
| 2010 |
| ---- |
| 72   |

## Экономика
Сельскохозяйственных предприятий нет. Имеется производственный участок ТРМУП «Туруханскэнерго» (дизельная электростанция). Есть начальная школа, библиотека, магазин.